# Korbowód

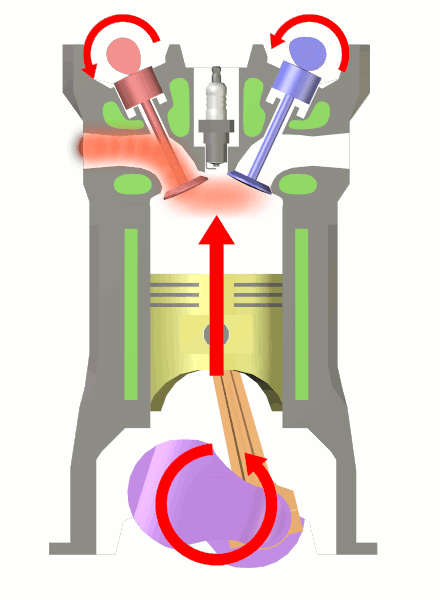
Korbowód (pomarańczowy) połączony z tłokiem (żółty) i wałem korbowym (fioletowy) w czterosuwowym silniku spalinowym

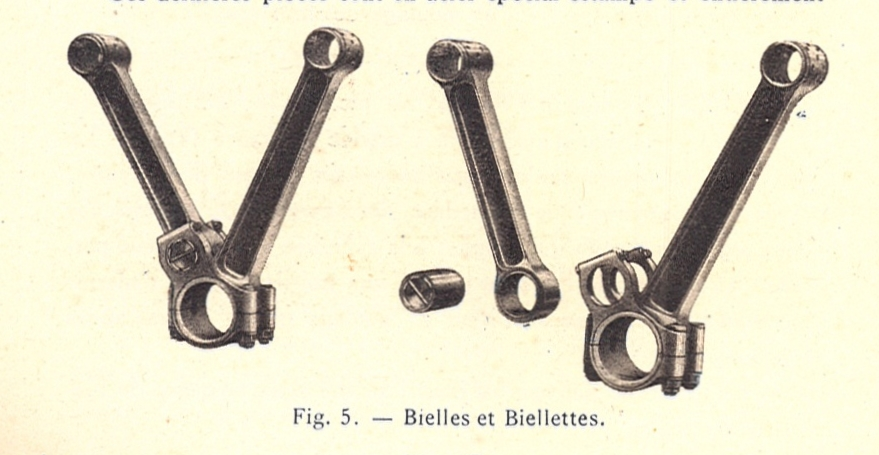
Korbowód doczepny i główny silnika widlastego

Korbowód jest częścią mechanizmu korbowego. Służy (wraz z wałem korbowym) do zamiany ruchu posuwisto-zwrotnego tłoka na ruch obrotowy wału korbowego albo obrotowego ruchu wału na ruch posuwisty tłoka lub innego elementu. Części korbowodu to: stopa (najczęściej dzielona, aby ułatwić montaż), trzon i główka. Trzon ma najczęściej przekrój dwuteowy. Stopa korbowodu łączy się z wałem korbowym, a główka z tłokiem albo krzyżulcem.
Korbowody w silnikach spalinowych najczęściej wykonuje się ze stali węglowej o zawartości węgla 0,35 - 0,45%. Najczęściej są one odkuwane, zdarzają się także odlewane.
Korbowody występują w wielu różnych maszynach, takich jak:
- silnik spalinowy tłokowy,
- silnik parowy tłokowy,
- sprężarka tłokowa,
- pompa tłokowa,
- prasa mimośrodowa,
- maszyna do szycia.

W silnikach spalinowych tłokowych w czasie pracy korbowód jest obciążony siłami ciśnienia gazów działających na tłok oraz siłami bezwładności masy tłoka i korbowodu. Siły te są zmienne i mają w pewnych okresach charakter uderzeniowy. Powodują one ściskanie, rozciąganie i zginanie korbowodów. Korbowody wykonuje się ze stali do ulepszania cieplnego, zwykle poprzez kucie matrycowe. Odkuwki obrabiane są następnie mechanicznie (obróbka skrawaniem) i cieplnie.
W silnikach widlastych, z racji budowy, stosuje się inne rozwiązania konstrukcyjne układu korbowego.

## Elementy korbowodu
- główka,
- trzon,
- stopa,
- pokrywa stopy,
- śruba,
- tulejka ślizgowa.